# Лопота, Виталий Александрович
Вита́лий Алекса́ндрович Лопо́та (род. 28 сентября 1950 года, Грозный, СССР) — советский и российский учёный, Заслуженный деятель науки Российской Федерации, член-корреспондент Российской академии наук (1997), Международных и Российских академий Космонавтики, Инженерной, Астронавтики, Инженерных науки др. , доктор технических наук, профессор.
Имеет более 400 научных трудов, в том числе около 100 патентов на изобретения и четыре монографии. Член Советов: по Грантам Президента РФ, по Премиям Правительства РФ в области науки и технологий, НКС Минобрнауки РФ ФЦП ИР и др.

## Биография
Родился 28 сентября 1950 года в городе Грозный.
В 1969 году окончил Грозненский химико-технологический техникум по специальности контрольно-измерительные приборы, автоматика и телемеханика.
С 1969 по 1971 годы — служба в армии, Группа советских войск в Германии.
В 1978 году окончил Ленинградский политехнический институт им. М. И. Калинина (ныне Санкт-Петербургский политехнический университет Петра Великого) по специальности металлургия и технология сварочного производства.
В 1981 году там же завершил обучение в аспирантуре и защитил кандидатскую диссертацию.
В 1984 году организовал отраслевую (Миноборонпрома СССР) научно-исследовательскую лабораторию лазерной и электронно-лучевой технологий и с 1985 года являлся научным руководителем по лазерным технологиям на предприятиях Миноборонпрома СССР .
С 1985 года основал и до 2016 года заведовал кафедрой «Лазерные технологии» в Ленинградском (Санкт-Петербургском) политехническом институте Петра Великого.
В 1990 году защитил диссертацию на соискание учёной степени доктора технических наук.
С декабря 1991 по 2009 годы — директор-главный конструктор Центрального научно-исследовательского и опытно-конструкторского института робототехники и технической кибернетики (ЦНИИ РТК).
С 2007 по 2014 годы — Президент Ракетно-космической корпорации «Энергия» имени С. П. Королёва, Генеральный конструктор пилотируемых и специальных космических программ России, технический руководитель по лётным испытаниям пилотируемых космических комплексов, заместитель председателя Госкомиссии по лётным испытаниям пилотируемых космических комплексов.
В августе 2014 года, в рамках масштабных кадровых перестановок в ракетно-космической отрасли, Виталия Лопоту освободили от должности руководителя РКК «Энергия». СМИ связали это решение с заведенным на него в апреле 2014 года уголовным делом по статье о злоупотреблении полномочиями.
С 2009 по 2016 годы — заведовал кафедрой СМ-1 МГТУ им. Н. Э. Баумана.
С 2014 по 2015 годы — Вице-президент по технологическому развитию Объединённой ракетно-космической корпорации.
С 2015 года по н/в — научный руководитель — генеральный конструктор Государственного научного Центра РФ «Центральный научно-исследовательский и опытно-конструкторский институт робототехники и технической кибернетики».
В 2018—2020 годы руководитель Дирекции научных программ Военно-инновационного технополиса «ЭРА».
Имеет трёх сыновей. С 2009 года его сын Александр возглавляет ЦНИИ РТК.

## Награды и звания
орден «За заслуги перед Отечеством» IV степени (17.01.2005)
- орден Почёта (22.09.2010)  
·орден преподобного Серафима Саровского
- Заслуженный деятель науки Российской Федерации (22.10.1999)  ·
- Премия Правительства Российской Федерации (2009)
- Профиль Виталия Александровича Лопоты на официальном сайте РАН